# Tennur Yerlisu
Tennur Yerlisu Lapa (Colonia, 2 de noviembre de 1966) es una deportista turca que compitió en taekwondo. Ganó una medalla de oro en el Campeonato Mundial de Taekwondo de 1987, y dos medallas de oro en el Campeonato Europeo de Taekwondo en los años 1982 y 1984.

## Palmarés internacional
| Campeonato Mundial | Campeonato Mundial | Campeonato Mundial | Campeonato Mundial |
| Año                | Lugar              | Medalla            | Categoría          |
| ------------------ | ------------------ | ------------------ | ------------------ |
| 1987               | Barcelona (España) | Medalla de oro     | –51 kg             |
| Campeonato Europeo |                    |                    |                    |
| Año                | Lugar              | Medalla            | Categoría          |
| 1982               | Roma (Italia)      | Medalla de oro     | –44 kg             |
| 1984               | Stuttgart (RFA)    | Medalla de oro     | –48 kg             |